# IMA Fungus
IMA Fungus – międzynarodowe czasopismo naukowe Międzynarodowego Towarzystwa Mykologicznego (International Mycological Association, w skrócie IMA). Czasopismo istnieje od 2010 roku. Publikowane w nim są artykuły z wszystkich dziedzin mykologii, od badań podstawowych po zastosowania praktyczne. Zawiera także informacje o aktualnych wydarzeniach w dziedzinie mykologii, korespondencje, relacje ze spotkań towarzystw mykologicznych, informacje o mykologach, przyznanych im nagrodach oraz recenzje książek. Publikowane w nim są propozycje zmiany zasad nazewnictwa grzybów lub list chronionych grzybów.
Artykuły publikowane są w języku angielskim. Numery czasopisma są dostępne w internecie.